# Ulidia
Ulidia (лат.) — род двукрылых из семейства лентокрылок.

## Описание
Блестяще чёрные мухи с чёрной, красноватой и желтоватой головой. Лоб часто ямчатый. Орбиты иногда покрыты белыми микротрихиями. Усиковые борозды глубокие, разделены отчетливым лицевыми килем. Щёки короче половины высоты глаз. Первый членик усиков округлый или овальный, коричневой, чёрной, оранжевой или жёлтой окраски. Крылья прозрачные, на вершине с темным пятном. Ноги преимущественно коричневые или черные. Щиток блестящий c редкими короткими желтоватыми щетинками, но без микротрихий как у рода Timia. Брюшко обычно блестящее, реже матовое, иногда покрыто белыми микротрихиями.

## Экология
Мухи привлекаются экскрементами млекопитающих и птиц и разлагающимся веществами растительного и животного происхождения. Личинки не описаны.

## Классификация
К 2019 году описано 25 видов.
- Ulidia albidipennis Loew, 1845
- Ulidia amnoni Kameneva & Korneyev., 2019
- Ulidia anomala  (Becker, 1908)
- Ulidia apicalis  (Meigen, 1826)
- Ulidia atrata Loew, 1868
- Ulidia aurata Morgulis & Freidberg, 2014
- Ulidia erythrophthalma Meigen, 1826
- Ulidia erythrocephala Pallas, 1824
- Ulidia gongjuensis Chen, 2009
- Ulidia facialis Hendel, 1931
- Ulidia hirsuta Morgulis & Freidberg, 2014
- Ulidia kandybinae Zaitzev, 1982
- Ulidia megacephala Loew, 1845
- Ulidia melampodia Loew, 1873
- Ulidia metope Kameneva, 2010
- Ulidia nigricubitalis Zaitzev, 1982
- Ulidia nigripennis Loew, 1845
- Ulidia parallela Loew, 1845
- Ulidia ruficeps Becker, 1913
- Ulidia semiopaca Loew, 1845
- Ulidia skrylniki Kameneva & Korneyev., 2019
- Ulidia splendida Zaitzev, 1982
- Ulidia transcaspica Galinskaya, 2011
- Ulidia wadicola Steyskal, 1968
- Ulidia wasimi Morgulis & Freidberg, 2014

## Распространение
Встречаются в преимущественно в Евразии и на севере Африки. Два вида непреднамеренно завезены в Америку.